# T-R-O-U-B-L-E
T-R-O-U-B-L-E är en sång skriven av Jerry Chesnut och inspelad av Elvis Presley. 

## Om sången
Sången skrevs av Jerry Chesnut. Chesnut blev inspirerad av de konflikter som kan uppstå under en konsert om en snygg kvinna kommer in i publiken. Sången skrevs från början till en man som heter David Wilkins, men eftersom Elvis ville ha den, fick han den. Jerry Chesnut uttalade sig om en gång då han mötte David Wilkins och Wilkins frågade honom varför Elvis fick sången och inte han. Chesnut skall då ha svarat:"Därför att Elvis ville det"

## Elvis version
Elvis spelade in denna sång 11 mars 1975 i RCA studio C i Hollywood. Singeln "T-R-O-U-B-L-E" med b-sidan "Mr. Songman" släpptes den 22 april 1975. "T-R-O-U-B-L-E" hamnade på plats 35 på Billboard 100 och på plats 11 på Billboards Countrylista. 
Denna sång är en annan än sången "Trouble" som Elvis spelade in 1958.